# Консерватория Рио-де-Жанейро
Консерватория Рио-де-Жанейро (порт. Conservatório de Música do Rio de Janeiro) — бразильское высшее музыкальное учебное заведение. Учреждена указом императора Бразилии Педру II 27 ноября 1841 года как Имперская консерватория (порт. Imperial Conservatório de Música), однако в действительности открылась только в 1848 году. После падения монархии в Бразилии была в 1889 году преобразована в Национальный институт музыки (порт. Instituto Nacional de Música), а в 1934 году вошла как особое подразделение в состав Университета Бразилии (нынешний Федеральный университет Рио-де-Жанейро).

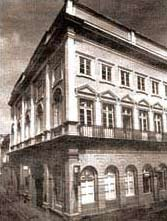
Первое здание консерватории (1872)

До 1855 года консерватория действовала в помещении Имперского музея, который, в свою очередь, располагался тогда в здании Национального архива. Затем она переехала в здание Имперской школы изящных искусств. 9 января 1872 года наследная принцесса Изабел торжественно открыла отдельное здание консерватории. В 1912 году Институт музыки переехал в своё нынешнее здание. В 1922 году в нём был открыт концертный зал, которому было присвоено имя первого республиканского директора Института Леопольдо Мигеса. В 1923 году был основан институтский оркестр, его первым руководителем стал Франсиско Брага.

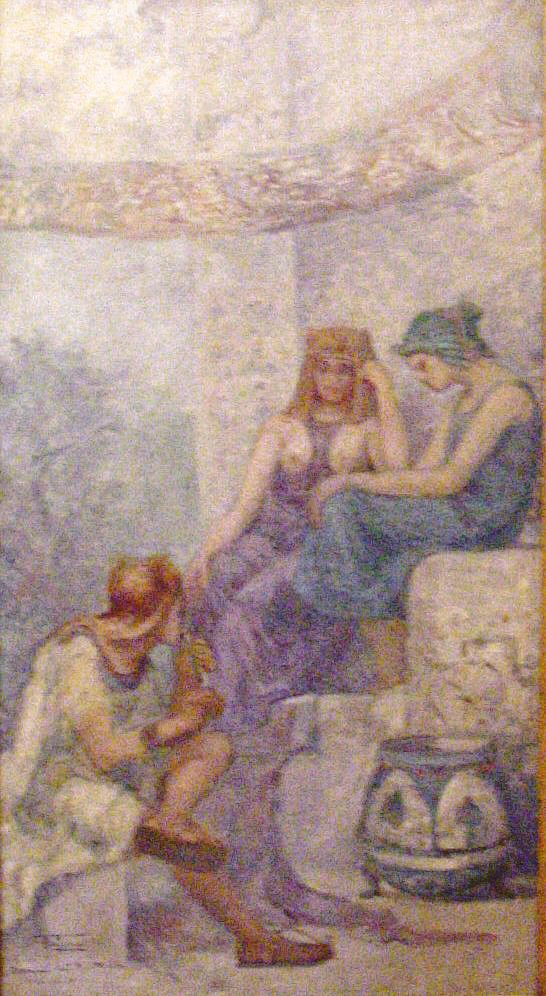
Роспись Антониу Паррейраса в здании Национальной школы музыки (1921—1922)

## Руководители консерватории
- Франсиско Мануэл да Силва (1848—1865)
- Томас Гомес дос Сантос (1866—1874)
- Антонио Николау Толентино (1874—1888)
- Эрнесто Гомес Морейра Майя (1888—1890)
- Леопольдо Мигес (1890—1902)
- Алберто Непомусено (1902—1903)
- Энрике Освальд (1903—1906)
- Алберто Непомусено (1906—1916)
- Абдон Миланес (1916—1923)
- Алфредо Фертин де Васконселлос (1923—1930)
- Лусиано Галлет (1930—1931)
- Гильерме Фонтаинья (1931—1937)
- Антонио де Са Перейра (1938—1946)
- Жоанидия Содре (1946—1967)
- Йоланда Феррейра (1967—1971)
- Жоан Баптиста Сикейра (1971—1975)
- Мария Луиза Приолли (1976—1980)
- Андрели Кинтелла де Паола (1980—1985)
- Дива Тейшейра Мендес Абалада (1985—1989)
- Мария Селия Макадо (1990, исполняющая обязанности)
- Колберт Илженберг Безерра (1990—1991)
- Соня Мария Виейра (1992—1994)
- Жозе Алвес да Силва (1994—1998)
- Терезинья Скьяво (1998—1999, исполняющая обязанности)
- Жоан Гильерме Риппер (1999—2003)
- Арлеи Элберт (2003—2007)
- Андре Кардозо (2007—2015)